# Macrodasys caudatus
Macrodasys caudatus is een buikharige uit de familie Macrodasyidae. Het dier komt uit het geslacht Macrodasys. Macrodasys caudatus werd in 1927 voor het eerst wetenschappelijk beschreven door Remane. 